# Mario Biaggi
Pour les articles homonymes, voir Biaggi.
Mario Biaggi, né le 26 octobre 1917 à New York et mort le 24 juin 2015 dans cette même ville, est un policier et homme politique américain. Après une carrière réussie au NYPD, il est élu démocrate à la Chambre des représentants des États-Unis de 1969 à 1988, année où il démissionne à la suite d'une condamnation pour corruption.

## Biographie

### Jeunesse et carrière dans la police
Mario Biaggi naît à East Harlem. Il grandit dans une famille d'immigrés italiens, l'aîné de trois frères. Ses parents Salvatore et Mary Campari Biaggi sont originaires de Plaisance en Italie, et exercent les métiers de tailleur de marbre et femme de ménage. En 1940, Biaggi épouse Marie Wassil (morte en 1997). Ils ont ensemble deux filles (Barbara et Jacqueline) et deux fils (Richard et Mario II).
Biaggi exerce plusieurs petits métiers (livreur, cireur de chaussures) avant d'entrer dans la police. Durant sa carrière au New York City Police Department, de 1942 à 1965, il sauve la vie d'une femme, est blessé à une dizaine de reprises, tue deux criminels par légitime défense et reçoit de nombreuses décorations, dont la plus haute décoration de la police, la médaille d'honneur.
En fin de carrière, il reçoit une dispense pour étudier le droit à la New York Law School, dont il est diplômé en 1963. Il devient avocat et ouvre son cabinet en 1965 (Biaggi, Ehrich & Lang). Il travaille également en tant que conseiller pour la division du logement et le secrétaire d'État de l'État de New York entre 1961 et 1965.

### Carrière politique

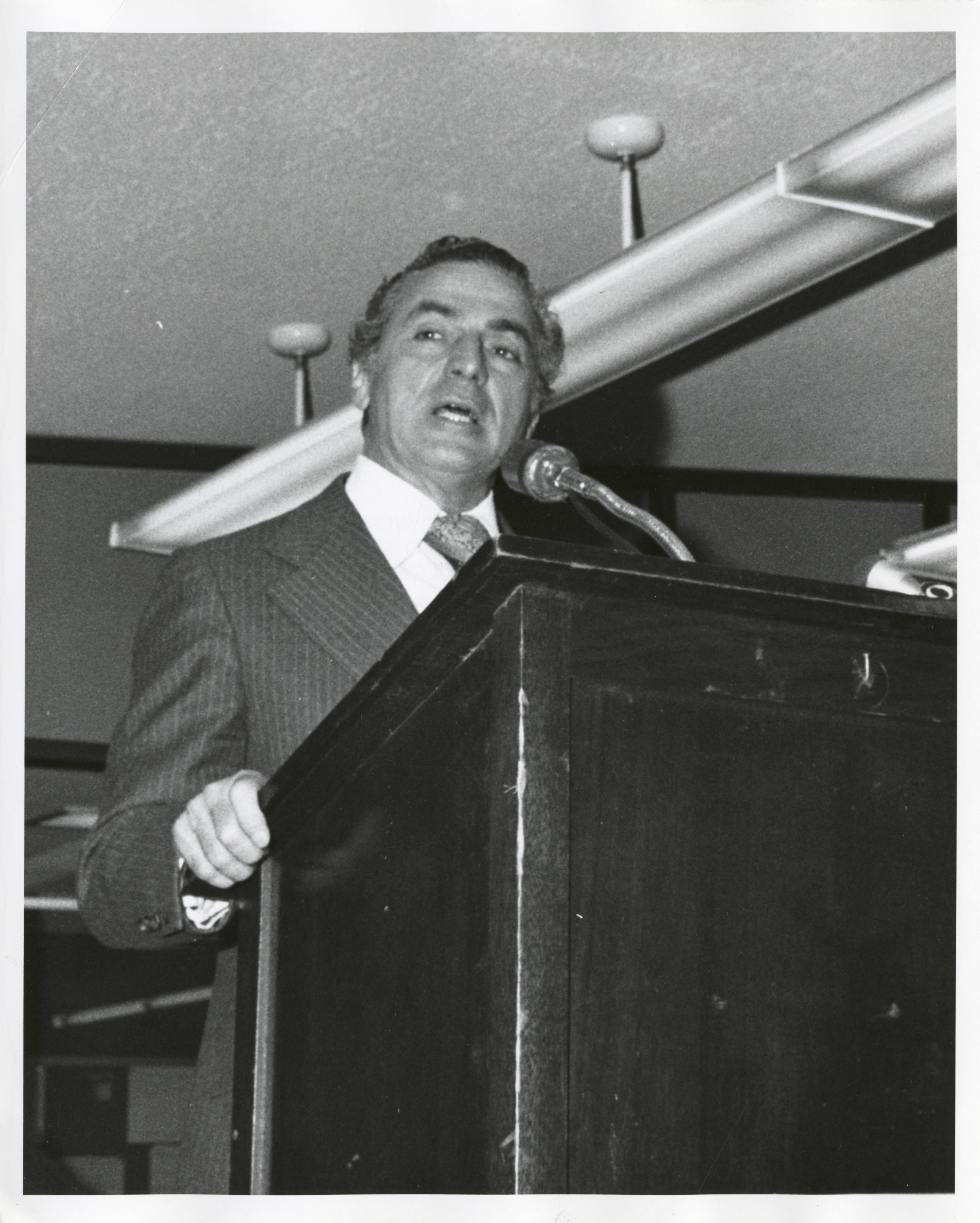
Biaggi lors de sa campagne de 1973.

Mario Biaggi est élu à la Chambre des représentants des États-Unis en 1968. Dans le 24e district de New York, il remporte la primaire démocrate avec 64,6 % des voix puis l'élection générale avec 60,5 % des suffrages. La circonscription est alors considérée comme un bastion républicain. Il est réélu avec 69,9 % des voix en 1972. À partir de 1972, il est réélu tous les deux ans avec plus de 90 % des suffrages dans le 10e district, puis dans le 19e district à partir de 1982. Il est souvent élu avec le soutien du Parti républicain et du Parti conservateur de l'État de New York (en), en plus du Parti démocrate.
Durant son mandat, Biaggi est un démocrate conservateur, promoteur de « la loi et l'ordre », défenseur des syndicats et des petites entreprises. En 1984, il fait adopter la création d'un mémorial national pour les officiers de police (en), honorant les policiers morts en service,.
En 1973, il se présente sans succès à la mairie de New York,. Il remporte la convention du Parti conservateur de l'État de New York mais perd la primaire démocrate, avec 20,5 % des voix. Il est battu lors de l'élection générale, ne rassemblant que 11 % des suffrages.
À l'automne 1987, il est condamné à 2 ans et demi de prison pour avoir accepté des vacances payées par l'ancien chef du Parti démocrate de Brooklyn Meade Esposito, après avoir aidé à l'entreprise de celui-ci. Le 4 août 1988, il est à nouveau condamné pour racket et pour avoir accepté des pots-de-vin de la Wedtech Corporation, une entreprise travaillant dans le secteur de la défense. La société était une petite entreprise qui est devenue le principal employeur du sud du Bronx après avoir reçu de nombreux contrats militaires sans mises en concurrence grâce à l'aide de Biaggi. Le montant total des pots-de-vin s'élève environ 1,8 million de dollars. Il démissionne de son mandat de représentant des États-Unis le lendemain de cette condamnation. Il reste cependant sur les bulletins de la primaire démocrate se tenant quelques jours plus tard, rassemblant 25,7 % des voix. Il reste également candidat lors de l'élection de novembre, étant le seul candidat de la primaire républicaine. Il rassemble 27,2 % des suffrages face à Eliot Engel, qui a remporté la primaire démocrate.
Biaggi est finalement condamné à 8 ans de prison et plusieurs centaines de milliers de dollars d'amende. Il est cependant libéré après 26 mois pour raisons de santé et tente un retour au Congrès lors des élections de 1992. Son élection semble cependant compliquée après ses condamnations — même s'il se déclare toujours innocent. Il est également handicapé par le redécoupage des circonscriptions, le district ayant perdu plusieurs quartiers blancs, autrefois des bastions Biaggi. Il est largement battu par Engel, qui le devance de 48 points (Biaggi récoltant 26 % des voix).

## Dans la culture populaire
En 2022, Paramount+ diffuse la mini-série The Offer, qui revient sur la production du film Le Parrain (1972). Il y est incarné par Danny Nucci.